# Ирано-саудовские отношения
Ирано-саудовские отношения — двусторонние международные отношения между Исламской Республикой Иран и Королевством Саудовская Аравия.
Отношения, особенно после Исламской революции в Иране (1979), развиваются очень трудно, так как Эр-Рияд обвиняет Тегеран в поддержке шиитской оппозиции, а Иран в ответ упрекает Саудовскую Аравию в нарушении прав шиитского меньшинства.
Также спор вызывает проблема с хаджем иранских паломников в принадлежащие Саудовской Аравии Мекку и Медину.
Двусторонние отношения дважды (в 1988 и в 2016 годах) разрывались по инициативе Саудовской Аравии.
Обе страны — члены Организации исламского сотрудничества (ОИК).

## История
Отношения двух стран в период правления шаха развивались нормально, даже отчасти дружески. Исламская революция 1979 года привела к власти в Иране радикальное шиитское духовенство. В Эр-Рияде это было встречено с тревогой, так как шииты составляют там значительную часть населения (в том числе нефтеносного побережья), но не обладают всеми правами как суннитское большинство. Исламская революция вызвала у саудовских шиитов воодушевление, уже в декабре 1979 года в Саудовской Аравии прошли демонстрации шиитов с требованиями прекратить экспорт нефти в США (см. Энергетический кризис (1979)), остановить дискриминацию шиитов, а также поддержать исламскую революцию.
В следующем году в Саудовской Аравии прошло около 60 проиранских протестов, хотя подтвердить участие в них официального Тегерана не удалось.
Двусторонние отношения обострились ещё больше в связи со спором вокруг общих святых мест суннитов и шиитов, расположенных в Саудовской Аравии — Мекки и Медины.
В 1983 году министр Ирана М. Хатами заявил, что они принадлежат всем мусульманам и что хадж наилучшая платформа для диалога. Тем не менее спор вокруг святых мест стал камнем преткновения.
31 июля 1987 года во время хаджа произошли столкновения с полицией, в ходе которых погибли 402 человека, подавляющее большинство из них (375 человек) были иранскими паломниками Саудовская Аравия и большинство арабских стран осудили за это Иран, в ответ Тегеран во всем обвинил саудовские власти.
В марте 1988 года конфликт вокруг хаджа получил продолжение — Саудовская Аравия совместно с ОИК определила квоту на ежегодное число паломников из Ирана — 55 тыс. человек. Иран же потребовал квоту в 150 тыс. паломников и в апреле 1988 Саудовская Аравия разорвала отношения с Ираном, а Тегеран принял решение бойкотировать хадж. Только в марте 1991 года двусторонние отношения были восстановлены, а Иран получил квоту на 105 тыс. паломников.

### 1990-е
В 1990-е — 2000-е годы двусторонние отношения заметно улучшились. Министр иностранных дел Ирана и президент Ирана в 1991 и 1998 годах посетили Саудовскую Аравию, а саудовская делегация приняла участие в сессии ОИК в Тегеране в 1997 году. Хотя подозрения Эр-Рияда, что Тегеран поддерживает шиитскую оппозицию сохранились, но 1990-е — начало 2000-х годов стали временем улучшения положения шиитов в Саудовской Аравии.
Так, в 1993 году, вскоре после восстановления двусторонних отношений, три шиита были включены в состав Меджлис аш-Шуры.
В 2005 году в Саудовской Аравии были приняты меры по улучшению положения шиитов: сняты многие ограничения для проведения церемоний в шиитские памятные даты (например, на Ашуру), на муниципальных выборах были избраны депутатами несколько шиитов (в Эль-Катифе они получили все 6 депутатских мест, а в Эль-Ахсаа 5 мандатов из 6).

### 2010-е
Ситуация изменилась с началом Арабской весны, когда в марте и ноябре 2011 года шииты Саудовской Аравии провели митинги, жестоко разогнанные властями. 

В 2012 году в Саудовской Аравии был задержан шиитский проповедник Нимр ан-Нимр, в январе 2016 года он и 46 его сторонников были казнены, что вызвало новое обострение ирано-саудовских отношений. Духовный лидер Ирана Хаменеи осудил казнь, а толпа местных жителей в ночь на 3 января того же года разгромила саудовское посольство в Тегеране, в Мешхеде было также атаковано саудовское консульство. В ответ Саудовская Аравия разорвала отношения с Ираном, обвинив его во вмешательстве во внутренние дела королевства.
10 марта 2023 года, по итогам переговоров в Пекине, страны подписали соглашение о возобновлении дипломатических отношений и открытии посольств в течение двух месяцев. В начале июня была возобновлена работа посольства и генконсульства Ирана в Саудовской Аравии, а также представительство в штаб-квартире ОИК. Вскоре Тегеран предложил Эр-Рияду создать в регионе коалицию для обеспечения морской безопасности в северной акватории Индийского океана.
Существует мнение, что Иран представляет самую большую опасность для Саудовского государства, поскольку иранские аятоллы считают сферой своих интересов весь Ближний Восток. Именно Иран снабжал хуситов дальнобойными ракетами и другими видами вооружений, придававшими мятежникам уверенность в превосходстве над хорошо вооруженной и более многочисленной армией Саудовской Аравии.